# Ufuk Sarıca
Ufuk Sarıca (Istanbul, 13 giugno 1972) è un allenatore di pallacanestro ed ex cestista turco.

## Carriera
Con la Turchia ha disputato due edizioni dei Campionati europei (1997, 1999).
Da allenatore ha esordito come vice di Murat Didin al Beşiktaş, rimanendo in carica dal 2005 al 2007. Nel marzo 2007 è stato nominato capo-allenatore, al posto dello stesso Didin. Nella stagione successiva ha ricoperto ancora il ruolo di vice al Beşiktaş, alle spalle di Ergin Ataman; nel 2008 si è trasferito all'Efes Istanbul, ancora come vice di Ataman.
Nel marzo 2011 è subentrato a Velimir Perasović alla guida dell'Efes; è stato esonerato nel febbraio 2012.

## Palmarès

### Giocatore
- Campionato turco: 6

Efes Pilsen: 1991-92, 1992-93, 1993-94, 1995-96, 1996-97
Ülkerspor: 2000-01
- Coppa Korać: 1

Efes Pilsen: 1995-96

### Allenatore
- Campionato turco: 1

Pınar Karşıyaka: 2014-15
- Coppa di Turchia: 1

Pınar Karşıyaka: 2013-14
- Coppa del Presidente: 1

Pınar Karşıyaka: 2014